# چوپاوامسیک کریک
چوپاوامسیک کریک (به انگلیسی: Chopawamsic Creek) رودخانه‌ای به‌طول ۶٫۸ مایل (۱۰٫۹ کیلومتر) است که در ایالات متحده آمریکا جریان دارد.